# Simon Beccari
Simon Beccari (* 18. November 1998) ist ein italienischer Fußballtorwart.

## Karriere
Beccari begann seine Karriere beim Bozner FC. Im Februar 2015 wechselte er nach Österreich in die AKA Tirol. Zur Saison 2016/17 wechselte er zum viertklassigen SV Innsbruck. Für die Innsbrucker kam er jedoch zu keinem Einsatz in der Tiroler Liga. Im Januar 2017 wechselte er zu den Amateuren des Zweitligisten WSG Wattens. Im April 2017 stand er gegen den FC Blau-Weiß Linz erstmals im Profikader der Wattener, kam jedoch zu keinem Einsatz. Bis Saisonende absolvierte er fünf Spiele für die Amateure der WSG.
Zur Saison 2017/18 wurde er fester Teil des Profikaders, kam jedoch in jener Spielzeit erneut zu keinem Einsatz. Allerdings absolvierte er 25 Viertligaspiele für die Amateure. In der Saison 2018/19 kam er als dritter Torwart erneut nicht zum Einsatz, ohne ihn stieg die WSG Wattens aber als Zweitligameister in die Bundesliga auf, woraufhin sich der Verein in WSG Tirol umbenannte.
Sein Debüt in der Bundesliga gab er im Februar 2020, als er am 19. Spieltag der Saison 2019/20 gegen den SK Rapid Wien in der Startelf stand. Zur Saison 2021/22 wurde er, zusätzlich zum bereits langjährig im Verein tätigen Hermann Steinlechner, neben seiner Spielertätigkeit auch Torwarttrainer der Tiroler. Nach der Saison 2022/23 verließ er die WSG nach sechseinhalb Jahren.